# La Vierge aux candélabres
La Vierge aux candélabres  (en italien : Madonna dei candelabri dite aussi Madonna con Bambino e angeli reggitorcia soit «  La Vierge à l'Enfant aux anges porteurs de torches »)  est une peinture religieuse de Raphaël. Le tableau est actuellement exposé à la Walters Art Museum à Baltimore.

## Histoire
Le tableau au format tondo de la Vierge et l'Enfant a été peint à Rome vers l'an 1513.
La peinture a nécessité probablement la participation de l'atelier de Raphaël, et certainement la peinture des deux anges a été effectuée par ses assistants. 
Après être passé par le palais Borghèse, puis vendu, le tableau quitta l'Italie au XIXe siècle. De Londres, il passa à New York, puis à Baltimore son lieu de conservation actuel.
La Vierge aux candélabres a été la première Vierge, peinte par Raphaël, à entrer dans une collection d'Amérique du Nord.

## Thème
La Vierge à l'Enfant est simplement entourée de deux anges, sans autres personnages. Un attribut terrestre (candélabres, chandeliers  ou torches) marque l'intention d'une représentation  symbolique.

## Description
Le tableau au format tondo représente Marie assise, tenant l'Enfant Jésus. De chaque côté on note la présence d'un ange portant haut un candélabre.
Jésus n'est pas porté par sa mère mais elle le soutient car il est posé, nu, assis sur un rocher. Jésus passe sa main dans le décolleté de sa mère comme on le constate dans plusieurs autres œuvres du maître.
Marie, habillé traditionnellement de rouge et de bleu (symboles de la Passion future de son fils et de sa pureté), avec un voile transparent descendant de sa tête vers ses épaules,   affiche un regard indistinct, les yeux mi-clos ; Jésus regarde franchement vers le spectateur.
Les anges ne sont visibles que par leur visage, et celui de droite laisse apparaître une main tenant le flambeau.
Tous les personnages portent une auréole circulaire sans effet perspectif, clairement marquée par un double trait doré.
Le fond est sombre marqué seulement par les flammes des flambeaux.

## Analyse
Raphaël est célèbre pour son style gracieux qui combine l'étude classique de la sculpture et de la nature. Les effets de clair-obscur (modelé entre ombre et lumière) et la douce coloration donnent aux personnages un aspect doux et délicat. 
Le tableau représente un motif rare de chandeliers d'accompagnement qui est un dérivé des représentations des anciens empereurs romains[réf. nécessaire]. Grâce à cette référence aux dirigeants de l'Antiquité, Raphaël fait allusion aux rôles du Christ comme roi et Marie comme Reine du Ciel.

## Sources
- Voir liens externes